# Gion
Gion (祇園) est un district de Kyoto érigé au Moyen Âge à côté du sanctuaire de Yasaka. Le district a été construit pour servir de halte aux voyageurs et visiteurs du sanctuaire. Il a par la suite évolué pour devenir une zone prisée et connue pour ses geishas.

## Les geishas de Gion

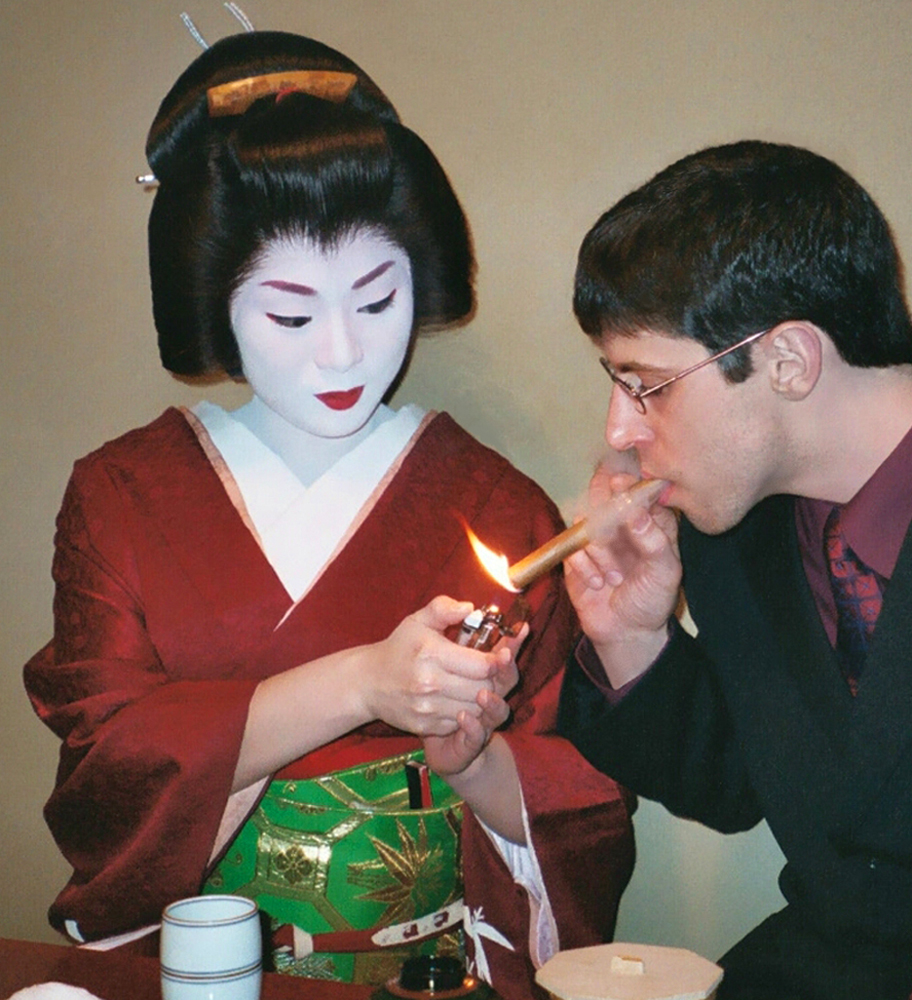
Geiko de Gion.

Les geishas à Gion sont plus connues sous le vocable local de geiko. Tandis que le terme « geisha » signifie « artiste » ou « personne des arts », geiko signifie plus particulièrement « un enfant des arts » ou « une femme d'art ».
On compte à Kyoto deux hanamachi : Gion Kōbu (祇園甲部) et Gion Higashi (祇園東). Malgré le déclin considérable du nombre de geishas à Gion ce dernier siècle, la ville reste célèbre pour son architecture et ses divertissements traditionnels.
Il a souvent été dit que Gion était connu pour son attrait sexuel, ce qui est faux. Les geishas ne sont pas des prostituées mais des artistes. Shimabara était autrefois le quartier chaud de Kyoto. Les geiko de Gion Kōbu présentent leurs danses annuelles lors du Miyako odori (都をどり, « danses des cerisiers en fleurs » ou « danse de la vieille capitale »). Les danses ont lieu chaque année du 1er avril au 30 avril pendant la floraison des cerisiers (sakura). De nombreux Japonais et touristes assistent à cet événement.

## Architecture
Gion est parsemé de maisons japonaises traditionnelles appelées machiya, traduit par « maison urbaine » ; certaines sont des ochaya (お茶屋, « maison de thé »). Ce sont des établissements traditionnels où les clients de Gion (autrefois des samouraïs, aujourd’hui des hommes d'affaires) se divertissent en compagnie des geiko.

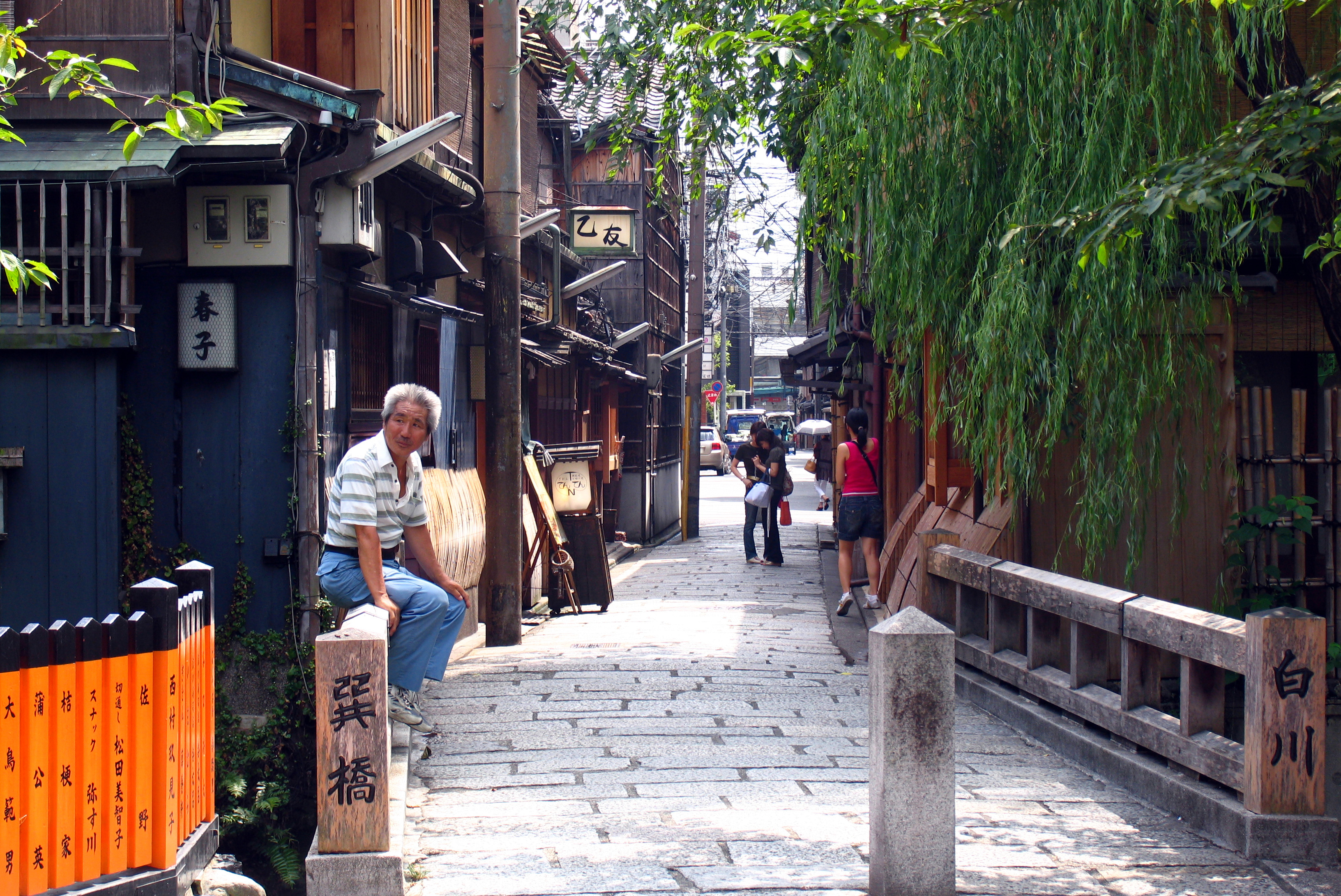
Gion.
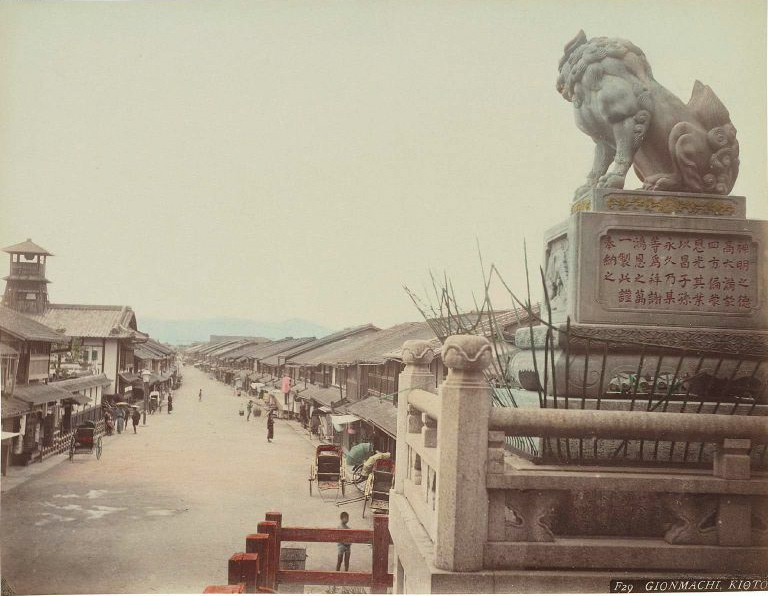
1886.
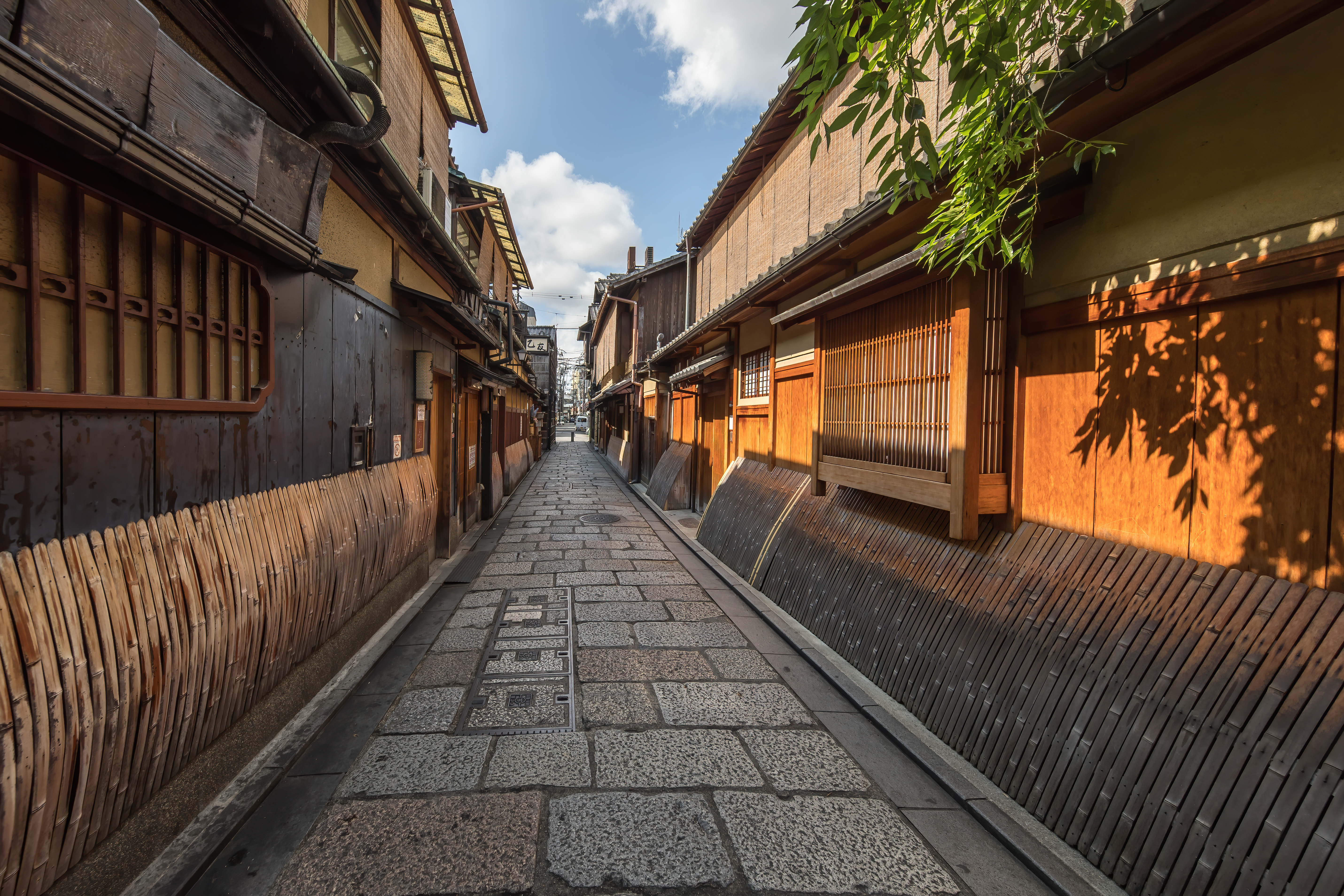
Façades en bois et en bambou d'habitations avec des sudare dans la rue piétonne, pavée et pittoresque du pont Gion tatsumi, effet de perspective avec un point de fuite central, Gion (juin 2019).

À l'intérieur de l’ochaya, on se retrouve dans un monde privé où le divertissement de la soirée peut inclure cocktails, conversations, jeux, musiques japonaises traditionnelles, chants et danses. Aujourd’hui encore, les geiko et les maiko (apprenties geishas) peuvent être vues, vêtues en habits traditionnels aussi bien de soirée que la journée dans les rues de Gion.
Aujourd'hui, une partie de ce district est classée patrimoine historique au Japon. Récemment, la ville de Kyoto a accompli une réfection des rues de Gion, en enterrant notamment l’ensemble du réseau électrique et téléphonique afin de préserver la beauté originelle de Gion.

## Gion dans la culture populaire
- Mineko Iwasaki a vécu à Gion en tant que geiko, comme en témoigne son autobiographie Ma vie de geisha.
- Gion est le lieu où se déroule le roman d’Arthur Golden, Geisha, inspirée de Mineko Iwasaki.
- Gion est visible dans plusieurs films de Kenji Mizoguchi :
  - La Fête à Gion (祇園祭, Gion matsuri?, 1933) ;
  - Les Sœurs de Gion (祇園の姉妹, Gion no kyôdai?, 1936) ;
  - Les Musiciens de Gion (祇園囃子, Gion bayashi?, 1953), remake de son film de 1933 ;
  - Une femme dont on parle (1954).

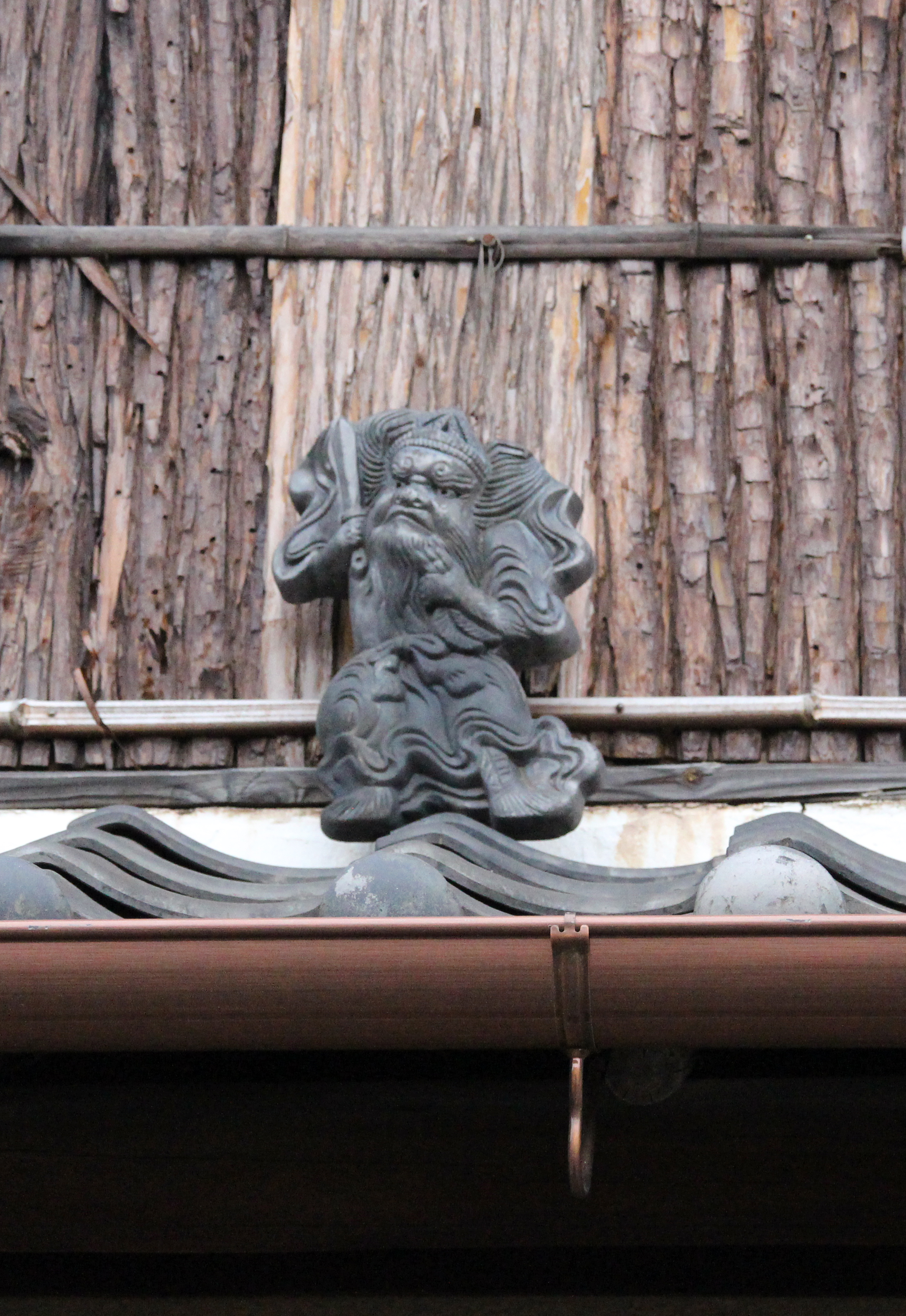
Un protecteur sur la façade de l'habitation traditionnelle

- Un protecteur sur la façade de l'habitation traditionnelleOn peut également retrouver Gion modélisée en 3D dans le jeu vidéo de Toshihiro Nagoshi : Yakuza Kenzan!.